# 653. grenadirski polk (Wehrmacht)
653. grenadirski polk (izvirno nemško 653. Grenadier-Regiment; kratica 653. GR) je bil pehotni polk Heera v času druge svetovne vojne.

## Zgodovina
Polk je bil ustanovljen 1. februarja 1945 in dodeljen Pehotni diviziji Berlin.